# Óscar Rubén Valdez
Óscar Rubén Valdez Ferrero (Buenos Aires, 25 de junio de 1946-Valencia, 16 de febrero de 2025) fue un futbolista y entrenador de fútbol argentino. Jugaba de delantero y surgió de la cantera de Almirante Brown club en el que hizo su debut. Jugó en la selección española con un falso certificado de «oriundo».

## Carrera
Comenzó su carrera en 1967 jugando para Almirante Brown hasta 1968. En 1969 se pasó al Platense, manteniéndose ligado hasta 1970. En 1971 emigró a España para formar parte de las filas del Valencia CF. Jugó por 8 años seguidos en el club. Jugó en la selección española con un falso certificado de «oriundo» (desciendente de español) y perteneció al plantel que logró la clasificación de la furia roja al Mundial 78 organizado por Argentina. En 1979 se pasó al CD Castellón. En ese año regresó a la Argentina para formar parte de las filas del Kimberley de Mar del Plata.

## Selección nacional
Aunque nació en Argentina, se nacionalizó español y fue internacional con la Selección de fútbol de España entre 1972 y 1974.

## Muerte
Valdez murió en Valencia el 16 de febrero de 2025 por complicaciones de la enfermedad de Alzheimer a los 78 años.

## Clubes

### Como jugador
| Club                       | País      | Año       |
| -------------------------- | --------- | --------- |
| Almirante Brown            | Argentina | 1967-1968 |
| Platense                   | Argentina | 1969-1970 |
| Valencia                   | España    | 1971-1978 |
| CD Castellón               | España    | 1979      |
| Kimberley de Mar del Plata | Argentina | 1979      |

### Cómo entrenador
| Periodo   | Club              |
| --------- | ----------------- |
| 1984–1985 | Valencia Mestalla |
| 1985–1986 | Valencia CF       |
| 1986–1987 | CF Gandía         |
| 1988–1989 | Poli Almería      |
| 1990      | Paraguay          |
| 1992–1993 | Valencia B        |